# أرشيف نضالات النساء في الجزائر
أرشيف نضالات النساء في الجزائر (بالفرنسية: Archives des luttes des femmes en Algérie) هو مشروع مستقل وجماعي يهدف إلى تسليط الضوء على تاريخ الحركة النسوية الجزائرية المعاصرة، من خلال إنشاء أرشيف رقمي للجمعيات والأفراد الذين شكلوا هذه الحركة منذ 1962. يركز المشروع أيضًا على إتاحة الوثائق المكتوبة والمطبوعة والمرئية؛ التي أنتجتها الجمعيات النسائية الجزائرية؛ التي كانت موجودة فيما قبل الاستقلال.

## الوصف
تم إنشاء المشروع في مارس 2019، من خلال إطلاق صفحة على شبكة التواصل الاجتماعي فيسبوك بعنوان أرشيف نضالات النساء في الجزائر. يقود المشروع منذ 2019 فريق مكون من سعدية قاسم وأول حواتي، وهما باحثتي دكتوراه في علم الإنسان.
يعتمد أسلوب أرشيف نضالات النساء في الجزائر على الدعوة للمساهمة بالوثائق المنتجة في إطار الجمعيات أو بشكل فردي عن حقوق المرأة في الجزائر أو في الشتات.
يهتم المشروع أيضًا بالمحفوظات السمعية والمرئية والتصويرية للحركات النسوية كالتسجيلات ومقاطع الفيديو والأفلام والصور الفوتوغرافية وما إلى ذلك.

## النشر
صدر أول إصدار للمجموعة الأرشيفية لنضالات النساء في الجزائر في 2022. يضم هذا الاصدار نسخًا من الوثائق التي أنتجتها الجمعيات النسوية بين عامي 1988 و1993، وهي فترة كثيفة وغزيرة الإنتاج في تاريخ الحركة النسوية الجزائرية المعاصرة.

## روابط خارجية
- موقع أرشيف نضالات النساء في الجزائر